# Вулиця Михайла Вербицького (Хмельницький)
Вулиця Михайла Вербицького — розташована в мікрорайоні Ружична.

## Історія
Вулиця Михайла Вербицького до 1981 р. була частиною вулиці, що носила ім'я Суворова — російського військовика, але після приєднання Ружичної до м. Хмельницького, міськвиконком змінив назви вулиць, що повторюються. Тому вулицю було перейменовано на честь Василя Бегми — радянського партійного і державного діяча, першого секретаря Хмельницького обкому партії 1950—1959 рр.
В 2016 році вулицю перейменовано на честь Михайла Вербицького — композитора, хорового диригента, громадського діяча, автора музики українського національного гімну.